# Roland Heinisch
Roland Heinisch (* 29. August 1942 in Göppingen) war Vorstandsmitglied der Deutschen Bahn AG.
Mit Erreichen des 65. Lebensjahres schied Heinisch zum 31. August 2007 aus dem Unternehmen aus. Mit ihm verließ der letzte gelernte Eisenbahner den Konzernvorstand.

## Biographie
Nach Abitur und Wehrdienst studierte Heinisch von 1965 bis 1970 Maschinenbau an der Technischen Universität Hannover mit dem Abschluss als Diplom-Ingenieur. 
Nach eigenen Angaben hatte er 1970 mehr als 20 Angebote als Fertigungsingenieur, die Bahn habe ihn jedoch am meisten fasziniert. Schon sein Vater war Eisenbahningenieur und als Hilfsdezernent im Wagenbaudezernat des Bundesbahn-Zentralamtes Minden tätig gewesen. Nach dem Referendariat leitete Roland Heinisch das Betriebswerk Löhne, anschließend war er Gruppenleiter in der Versuchsanstalt München. 1975 wechselte er in die Hauptverwaltung der damaligen Deutschen Bundesbahn.
1980 wurde er zum Leiter Strategie, dann zum Leiter Marketing/Leistungsplanung Güterverkehr ernannt. 1991 wurde er stellvertretender Vorstand für Unternehmensentwicklung und 1992 zum Vorstand Technologie von Bundes- und Reichsbahn ernannt. 1994 wurde er Vorstand Güterverkehr, 1996 Vorstand Traktion und hatte dort auch Verantwortung für Magnetschwebebahnen.
Ab 1991 leitete er die neu eingerichtete Strategiegruppe Bahn 21, die die Deutsche Reichsbahn und Bundesbahn auf technischem Gebiet zusammenführen und zukunftsfähig machen sollte. In dieser Funktion bereitete er maßgeblich die Bahnreform durch die Erarbeitung eines Konzepts für die geplante DB AG vor.
Im Jahr 1992 lieferte er die Beschlussvorlage zur Einführung der gummigefederten ICE-Räder (trotz fehlender Langzeiterfahrungen), um den Reisekomfort zu steigern und kommerziellen Einbußen entgegenzuwirken. Am 3. Juni 1998 verunglückte der ICE 884 Wilhelm Conrad Röntgen auf Grund des Bruchs eines gummigefederten Rades beim ICE-Unglück von Eschede. Daraufhin wurden die bewährten Monoblocräder wieder eingeführt.
Nach verschiedenen anderen Vorstandspositionen übernahm Heinisch vom 1. September 2000 den Vorstandsvorsitz der DB Netz AG. Im Rahmen einer zum 17. März 2005 in Kraft getretenen neuen Konzernstruktur wurde Heinisch erneut zum Mitglied des Konzernvorstandes, für den neu geschaffenen Vorstandsbereich „Systemverbund Bahn“, berufen. In diesem neuen Ressort wurden die Funktionen Technik und Beschaffung, Umweltschutz, Qualitätsmanagement sowie die Vertretung des Konzerns in internationalen Gremien zusammengefasst. Gleichzeitig blieb er Vorstandsvorsitzender von DB Netz.
Bis zum Erreichen der Altersgrenze von 65 Jahren, im August 2007, sollte er die DB Netz AG als Vorstandsvorsitzender führen. Letztlich fungierte er bis März 2006 als Vorstandsvorsitzender der DB Netz AG. In dieser Funktion folgte ihm Volker Kefer nach. Ab April 2005 verantwortete er im Konzernvorstand der Deutschen Bahn AG den Bereich Systemverbund Bahn. Zeitweilig war er Vorsitzender des Infrastruktur-Forums der UIC.
Heinisch schied mit Ablauf seines Vertrages Ende August 2007 aus dem Unternehmen aus.
Als seine größte persönliche Enttäuschung bezeichnet er, dass es ihm nicht gelungen sei, die automatische Mittelpufferkupplung einzuführen. 1974 starteten die damalige Bundesbahn und die SNCF die Erprobung der automatischen Kupplung. Die DB hatte bereits rund 2,5 Milliarden D-Mark investiert, als die SNCF das Projekt in den frühen 1980er Jahren abbrach.
Für seine großen Verdienste um die deutsche und europaweite Eisenbahnsystemtechnik, um die Förderung des internationalen Hochgeschwindigkeitsverkehrs und den engagierten Einsatz beim Internationalen Eisenbahnverband (UIC) verlieh ihm die Deutsche Maschinentechnische Gesellschaft am 7. November 2008 die Beuth-Ehrenmedaille. Anfang 2010 wurde er mit dem European Railway Award (Europäischer Eisenbahnpreis) in der Kategorie Technik ausgezeichnet.